# Der Ring des Schicksals
Der Ring des Schicksals ist ein deutsches Stummfilmdrama aus dem Jahr 1916 von Richard Eichberg mit Ellen Richter und Hans Mierendorff in den Hauptrollen.

## Handlung
Kurz vor seinem Tode wirft Professor Duyssen einen wertvollen Ring aus dem Fenster heraus. Diesen hatte er einst aus Indien mitgebracht, ein Geschenk eines Maharadschas. Duyssen will verhindern, dass der Ring als Erbe an seine Tochter Margot geht, da dieser Ring jedem seiner Besitzer bislang nichts als Unglück gebracht habe. Zwei Ganoven, Hans von Bergen und der Bettler Thomas, finden den Ring und beschließen, ihn gewinnbringend zu verkaufen.
Der neue Käufer ist der alte Graf Roloff, der van Bergen eine hohe Summe für das kostbare Schmuckstück bezahlt. Nun ist van Bergen wohlhabend und kann seine Braut heiraten: und die heißt Margot Duyssen. Die aber wünscht den Ring zu sehen, von dem sie zwar weiß, dass Bergen ihn vorübergehend besaß, nicht aber, dass er ihn weiterverkauft hat. Bergen ersucht den Grafen, ihm noch einmal den Ring mitzugeben, doch der weist dessen Ansinnen brüsk zurück. Daraufhin brechen van Bergen und Thomas beim Grafen Roloff ein.
Der alte Graf erwischt die beiden in flagranti und wird von Hans van Bergen erschossen. Van Bergen wird zu einer hohen Gefängnisstrafe verurteilt, woraufhin sich Margot von ihm scheiden lässt. Stattdessen heiratet sie den jungen Grafen Roloff, Kurt. Aus der Haft entlassen, bricht van Bergen in Margots Haus ein. Dort sieht er, dass seine Ex-Frau inzwischen Mutter geworden ist und lässt von seinen bösen Absichten ab. Er entwendet den verfluchten Ring, um sie zu schützen und wirft ihn in den Fluss. Dann springt Hans nach und ertränkt sich. 

## Produktionsnotizen
Der Ring des Schicksals wurde im April und Mai 1916 gedreht, passierte die Zensur im Mai desselben Jahres und wurde am 15. oder 16. September 1916 in den Berliner Artushof-Lichtspielen uraufgeführt. In Österreich-Ungarn wurde der Vierakter erstmals in einer Sonderführung am 21. Juli 1916 vorgestellt. Dort besaß er eine Spiellänge von etwa 1400 Metern, ca. 68 Minuten.

## Einordnung
In Paimann’s Filmlisten ist zu lesen: „Stoff gut, Photos, Szenerie und Spiel sehr gut.“